# Brug 637
Brug 637 is een brug in Amsterdam Nieuw-West.
De duikerbrug is gelegen in de Aalbersestraat en voert over de Albardagracht. De brug werd rond 1959 gebouwd naar een ontwerp van Dick Slebos, werkend bij de Dienst der Publieke Werken in Amsterdam. Die Aalbersestraat was een van de belangrijkste verkeersaders van de buurt en zodoende werd hier een relatief brede brug neergelegd, waarbij aan weerszijden de voet- en fietspaden op een verhoging liggen. De brug inclusief paalfundering bestaat uit gewapend beton. De zijkanten zijn afgewerkt met kleine grove basaltblokken, een destijds vaak gebruikt middel. De vier meter brede doorvaart vormt de duiker, er kan echter nauwelijks scheepvaart door, alleen kano en kajak. De brug heeft aan de westzijde een soort terras. Op dat terras staan, net als aan de overkant van het rijdek houten bankjes op betonnen voet, die uitzicht over de gracht geven. De leuningversieringen, een soort oude televisieschermen, en bankjes zijn uitgevoerd in de standaardkleuren van Amsterdam, blauw en wit. Onder de brug is een kleine faunapassage aangelegd, zodat kleine (zoog)dieren daarin een doorgaande route hebben zonder de rijweg te moeten oversteken.
De brug vertoont gelijkenis met brug 635 even verderop over de Albardagracht, in dezelfde tijd aangelegd en van dezelfde ontwerper.
Buslijn 21 rijdt al vanaf het begin over de brug, behalve tussen 1990 en 2015, toen via de Eendracht werd gereden.

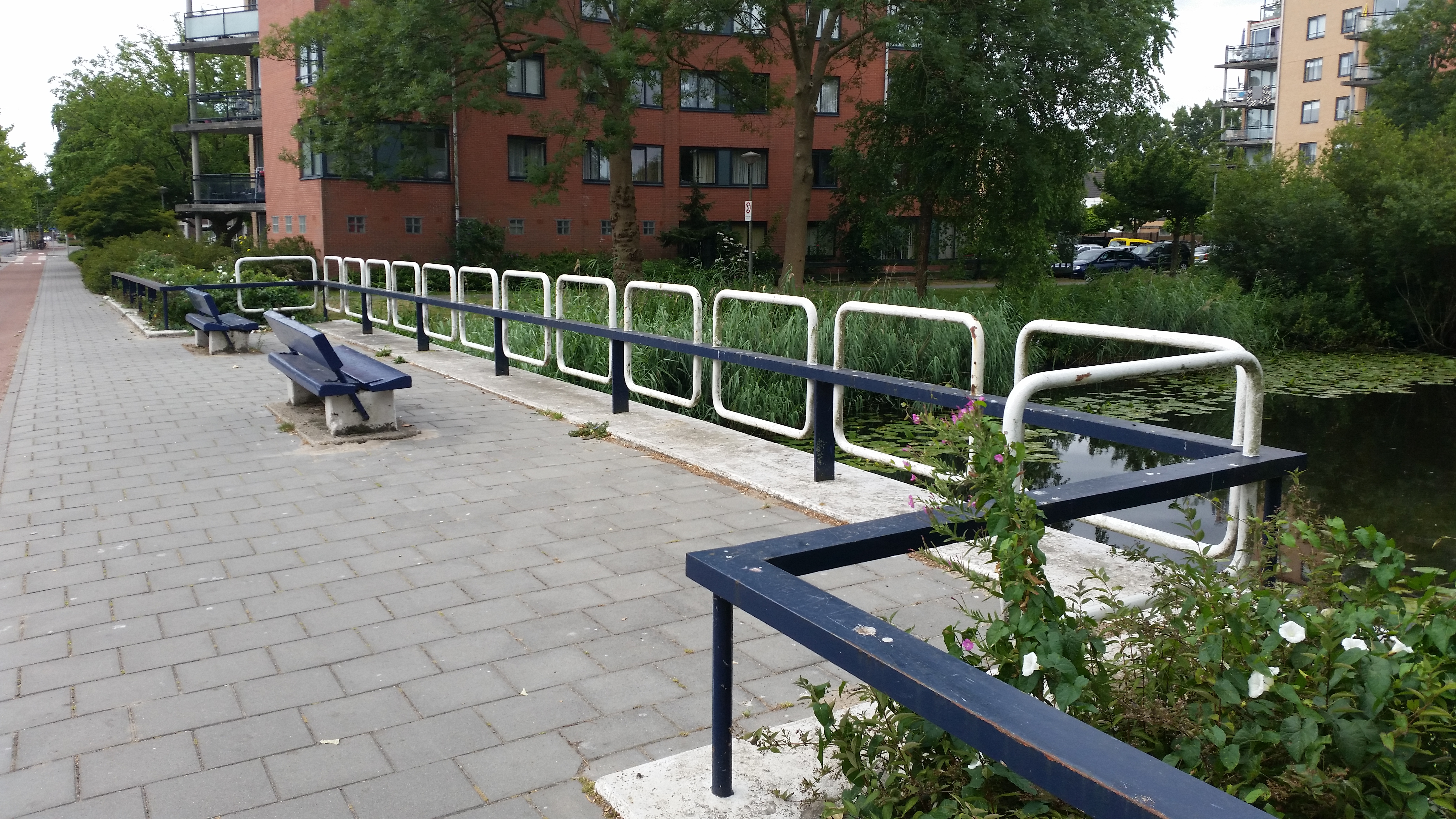
Terras (augustus 2018)

<<< · 600 · 601 · 602 · 603 · 604 · 605 · 606 · 607 · 608 · 609 · 610 · 611 · 612 · 613 · 614 · 615 · 616 · 617 · 618 · 619 · 620 · 621 · 622 · 623 · 624 · 626 · 627 · 628 · 629 · 630 · 631 · 632 · 633 · 634 · 635 · 636 · 637 · 638 · 639 · 643 · 651 · 652 · 653 · 655 · 656 · 657 · 658 · 659 · 660 · 661 · 662 · 663 · 664 · 665 · 666 · 667 · 668 · 669 · 670 · 671 · 673 · 674 · 675 · 676 · 677 · 678 · 679 · 681 · 682 · 683 · 684 · 685 · 687 · 688 · 689 · 690 · 691 · 692 · 695 · 696 · 699 · >>>
Verdwenen brugnummers: 625 (afgebroken brug Sam van Houtenstraat), 640, 644, 645, 646, 647, 648, 650, 672 (duiker Cornelis Lelylaan, Rembrandtpark), 694, 698.
Nooit gebouwd: 649, 680 (nooit gebouwde brug Sloterplas).
Brugnummers 641, 642, 654, 686, 693, 694 en 697 zijn onbekend.